# Like Me/Stupid S***
Like Me/Stupid S*** è l'EP di debutto del gruppo pop statunitense Girlicious, pubblicato sull'iTunes Store il 22 aprile 2008, un giorno dopo la puntata finale dello show Pussycat Dolls Present:Girlicious.
L'EP ha riscosso successo negli Stati Uniti e in Canada. L'album includeva le tracce Like Me e Stupid Shit e i rispettivi video musicali.

## Tracce
1. Like Me - 2:58
2. Stupid Shit - 3:09
3. Like Me (video) - 2:58
4. Stupid Shit (video) - 3:15

## Chart
| Classifica (2008)              | Massima posizione |
| ------------------------------ | ----------------- |
| Canadian iTunes Top 100 Albums | 1                 |
| Canadian iTunes Pop 100 Albums | 1                 |
| U.S. iTunes Top 100 Albums     | 9                 |
| U.S. iTunes Pop 100 Albums     | 5                 |